# Mario Pasco Cosmópolis
Mario Martín Pasco Cosmópolis (Lima, 8 de enero de 1940 - 1 de marzo de 2014) fue un abogado laboralista que ejerció el cargo de Ministro de Trabajo y Promoción del Empleo de Perú desde el 20 de diciembre de 2007 al 4 de octubre de 2008. 

## Biografía
Nació en 1940. Estudió Derecho en la Pontificia Universidad Católica del Perú.
En 1980 fue designado viceministro de Justicia del Perú durante el gobierno de Fernando Belaúnde Terry, cargo que ocupó hasta 1981, bajo la gestión de Felipe Osterling.
Fue Jefe del Instituto de Estudios del Trabajo (1982 - 1985).
Se desempeñó como profesor principal en la Pontificia Universidad Católica del Perú.
Fue Presidente de la Academia Iberoamericana de Derecho del Trabajo y de la Seguridad Social en 2009 y miembro de número de la Academia Peruana de Derecho.
En diciembre de 2007 fue nombrado Ministro de Trabajo y Promoción del Empleo del Perú por el presidente Alan García. Permaneció en el cargo hasta octubre de 2008.

## Publicaciones
- Fundamentos de Derecho Procesal del Trabajo (1997)
- La Huelga en Iberoamérica (1996)

| Predecesor: Susana Pinilla | Ministro de Trabajo y Promoción del Empleo del Perú 20 de diciembre de 2007 al 4 de octubre de 2008 | Sucesor: Jorge Villasante |